# Bruno Kastner
Bruno Kastner (30 de janeiro de 1890 – 30 de junho de 1932) foi um ator alemão de teatro e cinema, roteirista e produtor, cuja carreira foi mais proeminente na década de 1910 e 1920, durante a era do cinema mudo. Kastner foi um dos mais populares atores em filmes alemães durante o auge de sua carreira na década de 1920.

## Filmografia selecionada
- Die Brüder Schellenberg (1926)
- Angst (1928)
- Die Pflicht zu schweigen (1928)
- Das Land des Lächelns (1930)